# William Fields
William Beauford Fields (Forsyth, 6 de agosto de 1929-Gainesville, 20 de noviembre de 1992) fue un deportista estadounidense que compitió en remo. Participó en los Juegos Olímpicos de Helsinki 1952, obteniendo una medalla de oro en la prueba de ocho con timonel.

## Palmarés internacional
| Juegos Olímpicos | Juegos Olímpicos     | Juegos Olímpicos | Juegos Olímpicos |
| Año              | Lugar                | Medalla          | Prueba           |
| ---------------- | -------------------- | ---------------- | ---------------- |
| 1952             | Helsinki (Finlandia) | Medalla de oro   | Ocho con timonel |